# Hüseynbəyli (Qazax)
Hüseynbəyli è un comune dell'Azerbaigian situato nel distretto di Qazax. 